# Balaton (édesség)
A Balaton szelet egy Magyarországon született és elhíresült, csokoládé- és ostyarétegekből álló csokoládészelet. Az édesség története során többször cserélt gazdát, ma a Nestlé gyártja.

## A Balaton fajtái
Balaton szelet: Ez az eredeti Balaton, amely kakaókrém- és ostyarétegekből áll. Ennek kétféle verziója van, amikor kakaós étbevonómasszával vonják be, és amikor kakaós tejbevonómasszával.
Balaton Bumm: A Balaton Bummot a nyúlos karamell, a roppanós ostya és a búzapehely jellemzi. Létezik karamellás, földimogyorós és a fehércsokis változat is.
Balaton Újhullám: Ízre ugyanolyan, mint az eredeti, csak a külső megjelenése más. Étcsokis, tejcsokis és kókuszos ízekben létezik.
Balaton Expressz: A Balaton Expressz vastag krémmel rendelkezik csokoládés és pisztáciás ízben.
Balaton Zebra: Az egyetlen Balaton, amely nincs csokoládéba mártva. Csokoládés ostyából és tejkrém rétegekből áll.

## Története
A Balaton-termékcsalád története az 1950-es évek végén kezdődött Diósgyőrben, a Szerencsi Csokoládégyár gyáregységében. 1968-ban került át a gyártás Győrbe, amikor Diósgyőrben megszüntették az ostyagyártást. 1991-ig a Győri Keksz és Ostyagyár gyártotta a Balaton szeletet, majd a United Biscuits. 2001-ben került át a gyártás a Győri Keksz Kft. székesfehérvári gyárába. 2001-től a francia Danone, majd az amerikai Kraft Foods gyártotta. Ma a Balaton szelet a Nestlé márkája, és Székesfehérváron gyártják.

## Összetevők
Az étcsokoládés Balaton szelet összetevői: cukor, növényi olajok, búzaliszt, dextróz, zsírszegény kakaópor, sovány tejpor, búzakeményítő, emulgeálószerek, étkezési só, térfogatnövelő szer, aroma.

## Elkészítés otthon
A Balaton szelet otthon is elkészíthető, tejszínből, tejcsokoládéból, margarinból, porcukorból, tejporból és ostyalapokból.